# Platylabops hinzi
Platylabops hinzi är en stekelart som beskrevs av Heinrich 1950. Platylabops hinzi ingår i släktet Platylabops och familjen brokparasitsteklar. Inga underarter finns listade i Catalogue of Life.